# Крупицкий сельсовет
Крупицкий сельсовет (бел. Крупі́цкі сельсавет) — административно-территориальная единица на территории Минского района Минской области Республики Беларусь. Административный центр — агрогородок Крупица.

## История
В 2008 году деревня Крупица преобразована в агрогородок.

## Состав
Крупицкий сельсовет включает 21 населённый пункт:
- Аннополь — деревня.
- Аннополь — посёлок.
- Вербники — деревня.
- Вильгельмово — деревня.
- Вишневка — деревня.
- Дедовка — деревня.
- Дубинки — деревня.
- Дубицкая Слобода — деревня.
- Еськовичи — деревня.
- Загатье — деревня.
- Закружка — деревня.
- Каралино — деревня.
- Кругляк — деревня.
- Крупица — агрогородок[1].
- Лозки — деревня.
- Паздерки — деревня.
- Пятевщина — деревня.
- Самуэлево — деревня.
- Столбуновичи — деревня.
- Черники — деревня.
- Чернолески — деревня.